# Zacotus matthewsii
Zacotus matthewsii is de enige keversoort uit het geslacht Zacotus uit de familie van de loopkevers (Carabidae). De wetenschappelijke naam van de soort is voor het eerst geldig gepubliceerd in 1869 door LeConte. Hij noemde de soort naar de eerw. A. Matthews en diens broers Henry en Joseph. Deze laatsten hadden een aantal kevers verzameld in Brits-Columbia en Vancouvereiland en A. Matthews liet die onderzoeken door J.L. LeConte in Philadelphia.